# 阿子亚·马合别尔
阿子亚·马合别尔（1964年1月—），中国哈萨克族女作家，新疆布尔津人。1964年1月出生于新疆维吾尔自治区阿勒泰地区布尔津县阔斯特克镇喀拉墩村。1992年开始发表作品，2021年加入中国作家协会。著有诗集《孤独得的白桦》《珍爱女性》《追求人格》、短篇小说集《树荫》。2006年获得新疆第七届哈萨克—柯尔克孜飞马奖。